# Апський край
А́пський кра́й (латис. Apes novads) — адміністративно-територіальна одиниця Латвійської Республіки. Розташований у північно-східній частині країни, в історичному регіоні Ліфляндія. Адміністративний центр — Апе (Гоппенгоф). Створений 2010 року. Площа — 545,1 км². Населення — 3834 осіб (2011). До складу краю входять 1 місто і 4 волості.

## Історія
Край створений 1 липня 2009 року в ході адміністративно-територіальної реформи з частини Алуксненського району.

## Адміністративний поділ
- Апе, місто
- Апська волость
- Вирешська волость
- Гауйєнська волость
- Трапенська волость

## Населення
Національний склад краю за результатами перепису населення Латвії 2011 року.
| Національність | К-сть | %       |
| -------------- | ----- | ------- |
| Латиші         | 3433  | 89,54%  |
| Росіяни        | 242   | 6,31%   |
| Білоруси       | 29    | 0,76%   |
| Українці       | 35    | 0,91%   |
| Поляки         | 16    | 0,42%   |
| Литовці        | 4     | 0,10%   |
| Інші           | 75    | 1,96%   |
| Загалом        | 3834  | 100,00% |